# Provincia de Syunik
Syunik' (en armenio: Սյունիք) es una de las provincias de Armenia. Su capital es Kapán. Tiene una superficie de 4506 km² y una población de 145 000 habitantes (1991). Limita al norte, nordeste y este con las Zonas de Seguridad en Azerbaiyán (provincias de Kashunik y Kovsakán), al sur con el río Aras formando 35 km de frontera con Irán (provincia de Azerbaiyán Occidental), al oeste con Azerbaiyán (exclave de la República autónoma de Najicheván, la cual separa de Azerbaiyán), y al noroeste con la provincia de Vayots Dzor.

## Geografía

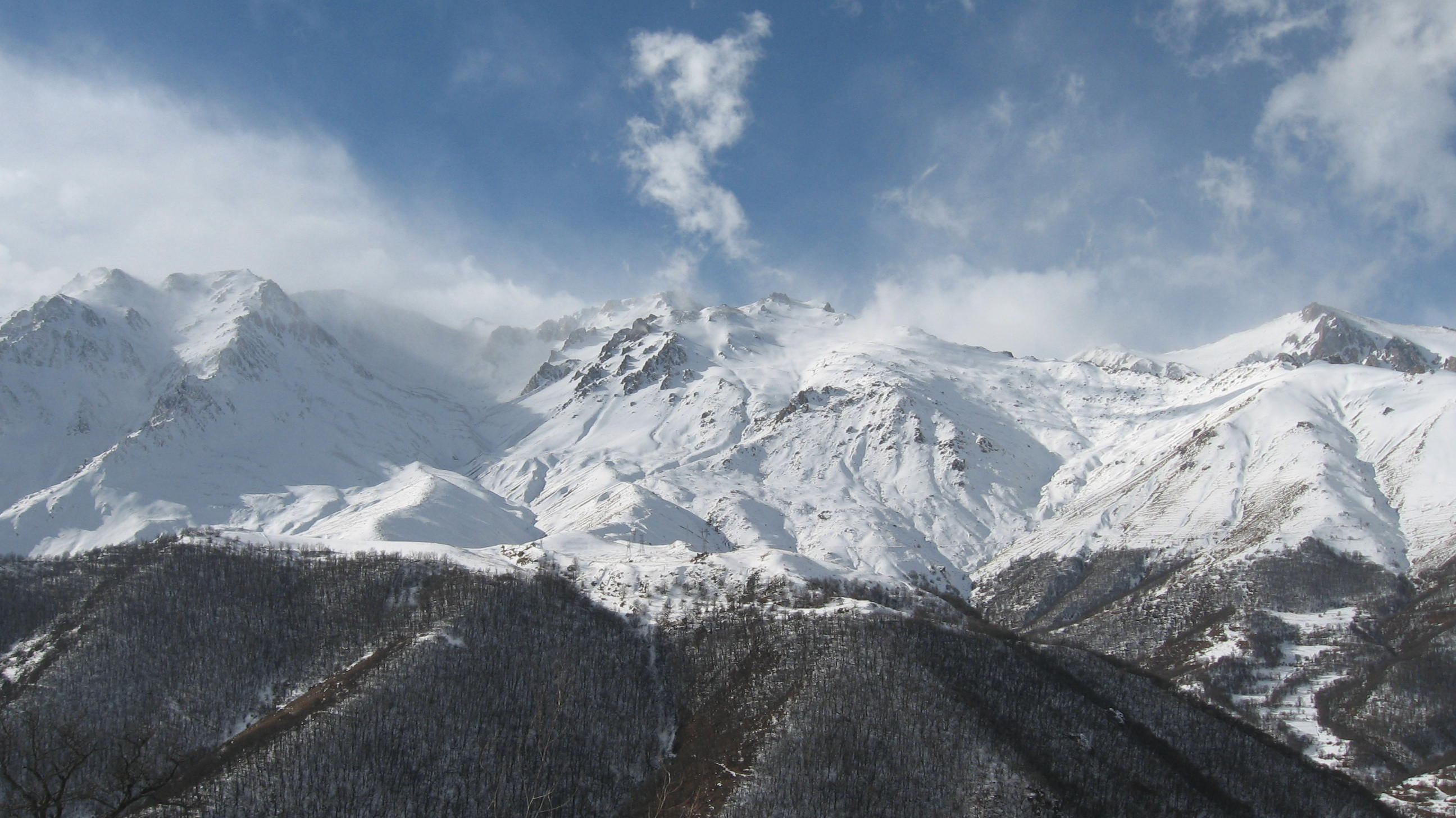
Parque nacional de Arevik

Syunik está situada al sur de Armenia, entre la República Autónoma de Najicheván, al oeste, perteneciente a Azerbaiyán, y Azerbaiyán, al este. Al norte limita con la provincia armenia de Vayots' Dzor, y al sur el río Aras la separa de Irán. 
El territorio actual ocupa el mismo espacio que la provincia histórica de Syunik, novena del reino de Armenia entre los años 189 a. C. y 428 d. C.

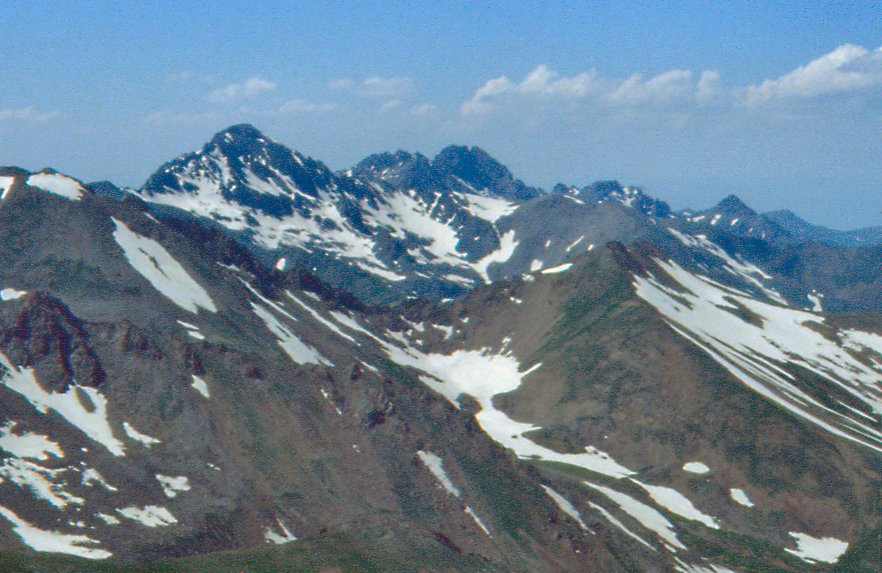
Monte Kaputdzukh

Toda la región es montañosa, cubierta en buena parte de un espeso bosque verde, el mayor de toda Armenia, en su mayor parte desprovista de bosques. Las montañas Zangezur, dominantes, separan la provincia de la República Autónoma de Najicheván, al oeste. Las cimas más importantes son el monte Kaputjugh, de 3905 m, y el monte Gazanasar, de 3829 m.
Muchos bosques están protegidos por el Gobierno, por ejemplo, el parque nacional Arevik y la Reserva estatal de Shikahogh, 10 000 ha que escaparon a la masiva deforestación de la época postsoviética, y los santuarios de la naturaleza de Boghakar, Goris, Plane Grove, lago Sev y Zanzegur.
El río más importante es el Vorotán, que nace al norte de la provincia, en las montañas de Garabagh y se dirige hacia el sur y sudeste, donde se ha construido el embalse de Spandaryán. Desde este embalse se ha construido un túnel, que se acabó en 2003, hasta el embalse de Kechut, en el río Arpa, a 23 km, y desde este embalse hasta Artsvanist, a 49 km, en el lago Seván, en 1981, para abastecer de agua este lago ante la bajada de nivel de los últimos decenios. El río Vorotán sigue luego hasta Sisian (15 000 hab.) en el centro de la provincia y desde aquí se dirige hacia el este y entra en Azerbaiyán.
A lo largo del río Vorotán se han construido tres centrales hidroeléctricas que forman parte del Complejo Hidroeléctrico de Vorotán (ContourGlobal Hydro Cascade), formado por las centrales de Spandaryán, Shamb y Tatev.
Otros ríos importantes son el río Voghji, en el centro sur, que pasa por las ciudades de Kajarán y Kapán, donde recibe al Vachagán, y más al sur, el río Tsav. Todos los ríos desembocan en el río Aras.
La frontera sur del país está marcada por el río Aras, que la separa de Irán.

### Población

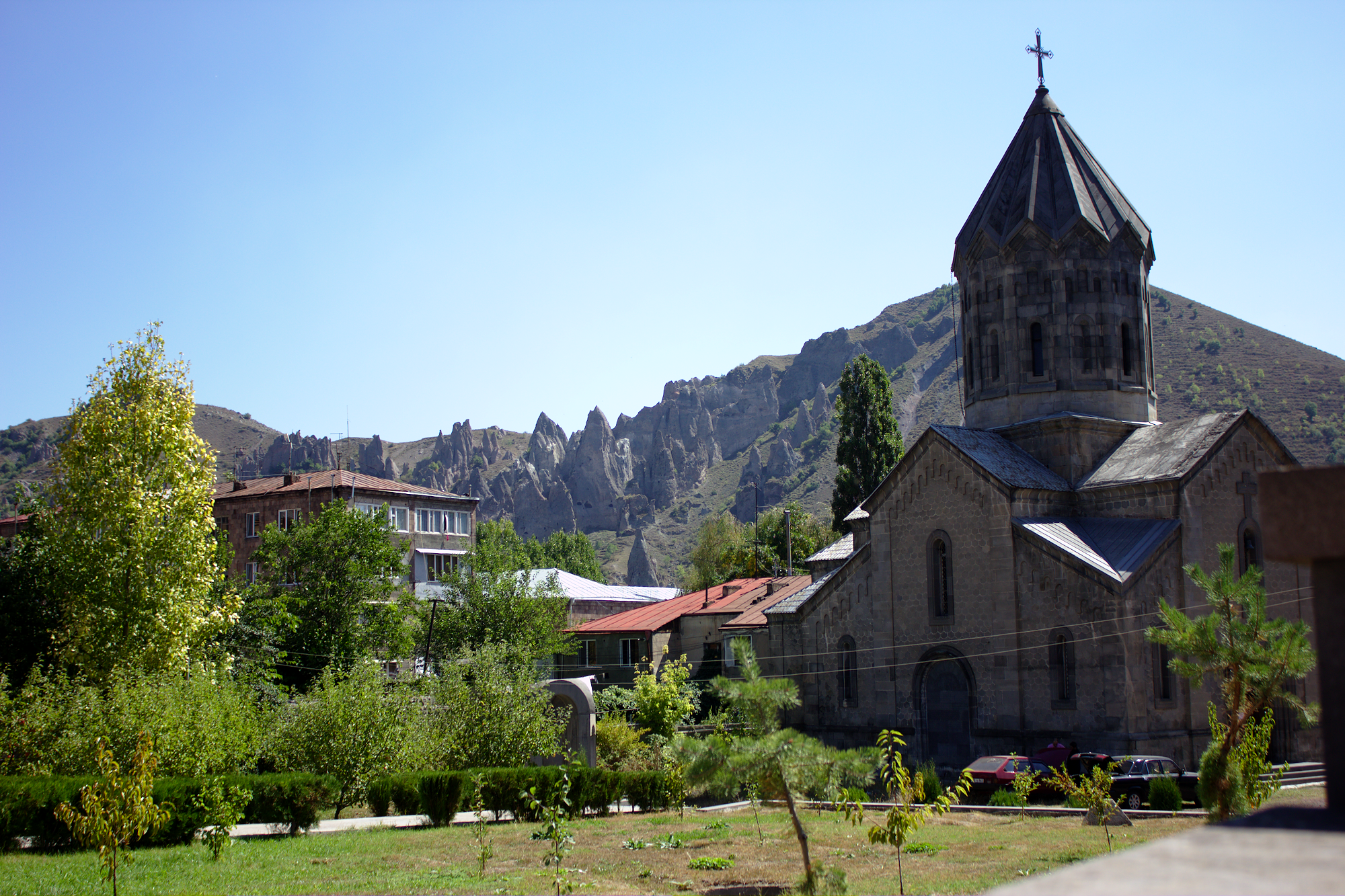
Catedral de San Gregorio, en Goris, sede de la diócesis de Syunik.

Según el censo de 2011, Syunik tenía una población de 141 771 habitantes (69 836 hombres y 71 935 mujeres), en torno al 4,7 % del total de Armenia. La población urbana es de 95 170 hab. (67,13 %), repartidos en 7 ciudades, de las que la mayor es Kapán, con 43 190 hab. Le siguen Goris, Sisian, Kajarán, Meghri, Agarak y Dastakert. La población rural es de 46 601 hab. repartidos en 102 comunidades rurales, de las que Shinuhayr es la más grande (2865 hab. en 2011). Otra localidad rural destacable por la presencia de megalitos es Karahunj, con 1365 hab., donde se encuentra el yacimiento arqueológico prehistórico de Zorats Karer.
Syunik está poblada enteramente por armenios étnicos de la Iglesia apostólica armenia. La sede de la diócesis de Syunik se encuentra en la catedral de San Gregorio, en Goris, encabezada por Fr. Zavén Yazichyán.

## Historia

### Dinastía Bagrátida
El principado tuvo su propia dinastía, gobernada por una rama de los bagrátidas con pequeños príncipes menores de una o varias dinastías anteriores quizás de origen persa. El príncipe Vasak III (c. 800) sufrió la acometida del emir de Manazkert, Sevada, que estableció una guarnición en Chalat, en el distrito de Dzoluk, y llamó en su ayuda al jefe revolucionario persa Babek, que casó con una hija del príncipe. A la muerte de Vasak (821) Babek heredó el país. El país se rebeló y Babek lo arrasó pero acosado por musulmanes y armenios lo abandonó y los hijos de Vasak, Felipe y Sahak recobraron el poder gobernando el primero en Siunia Oriental, con los distritos de Vaïots, Tzor y Balq (Goucha), y el segundo la Occidental conocida también como Gelarquniq, con capital en Khoth.

### Postrimerías delsigloX
Las dinastías locales desaparecieron durante la efímera dominación de Babek. En el año 826, Sahak se alió con su antiguo enemigo el emir kaisita de Manazkert, Sevada, contra el gobernador califal, pero fue derrotado y muerto por este en Kavakert; no obstante su hijo Grigor-Sufán lo sucedió sin mayores problemas como príncipe de la Siunia Occidental. En la parte Oriental, Felipe murió el 10 de agosto de 848 y lo sucedieron tres hijos juntos: Babgen, Vasak-Ichkhanik y Achot. Babgen combatió contra Grigor-Sufán, al que dio muerte (hacia 849, 850 u 851) pero Babgen murió poco después (851) y Vasak-Ichkhanik (Vasak IV) le sucedió viviendo en paz con Vasak-Gabor que había ascendido al trono de Siunia Occidental en lugar de su padre Grigor-Sufan. Nerseh, hermano de Babgen, dirigió (851?) una expedición a Aghuania derrotando y dando muerte al príncipe Varaz-Terdat (de la dinastía persa Mihrakane de Aghuania) en Morgog. Un enviado del Califa, Bogha al Kabir, asoló Armenia y Aghuania en estos años, y envió un destacadamente a la Siunia Oriental donde gobernaba Vasak IV con su hermano Achot. 
Los siunienses se hicieron fuertes en la fortaleza de Balq, pero Vasak huyó a Kotaiq, pero perseguido tuvo que pasar a la región de Gardman en la orilla oriental del lago Seván, cuyo príncipe (ishkhán) Ketridj o Ketritchn le traicionó y lo entregó a Bogha (859). También Achot fue apresado (859). Pero Bogha penetró en Gardman e hizo prisionero a Kertridj sin agradecerle el servicio prestado. Pasó luego a [Outi] donde capturó al príncipe de Sevordiq, Stephannos Koun. Todas estas regiones trataron de ser controladas para el califato, y para ello Bogha hizo repoblar por musulmanes la ciudad de Chamkor en el río Kurá, que junto a Barda'a y Gandja estaba destinada a vigilar la región. En 862, los príncipes presos fueron liberados por orden del nuevo califa y pudieron regresar a sus dominios a cambio de un reconocimiento al islam (que retiraron nada más llegar a su patria). No mucho después el príncipe de Siunia Occidental Vasak-Gabor se casó con una hija del bagratida Achot el Grande, llamada Miriam, y recibió el título de Ishkhán de los Siunienses que le entregó Achot en nombre del Califa. Le sucedió su hijo Grigor-Sufan II (887-909).

### Inicio de la dinastía Orbeliani
Cerca de 887 murió el príncipe de Siunia Oriental Vasak IV y le sucedió su hermano Achot quien murió c. de 906. El hijo de Vasak IV, Sembat, que recibió el feudo de Valots-Tzor y Chahaponk (Djahuk) gobernó desde 887 a una fecha posterior a 920; se rebeló (903) contra el bagrátida Sembat I al que se negó a pagar tributo, y por ello fue atacado por el príncipe de Vaspurakán Sargis-Achot, y Sembat se sometió y fue perdonado (se casó con la hermana del príncipe de Vaspurakán) recibiendo la ciudad y distrito de Najicheván, arrebatada en 902 a los Kaysitas. El príncipe de Vaspurakán no debió estar de acuerdo con esta cesión de un territorio cercano a sus dominios que podía legítimamente esperar y pocos años después se alió al emir sáyida Yusuf contra Siunia Oriental y juntos invadieron el país. Sembat se refugió en la fortaleza de Erendchak (hoy Alindja al noreste de Najicheván) y Yusuf quedó dueño de Siunia Oriental. Sembat no obstante pidió refugio a su cuñado Khatchik-Gagik y este se lo concedió. En el mismo año 909 el príncipe de Siunia Occidental Grigor Sufan II se sometió al emir Yusuf en Dwin. 
Solo los movimientos bizantinos y la retirada de los Sáyidas les permitirán recobrar el trono un tiempo después. Sembat, con sus tres hermanos Sahak, Babgen y Vasak, gobernaron otra vez. También en la Siunia Occidental Sahak, Achot y Vasak, hermanos de Grigor-Sufan II, gobernaban el país, tras los cuales la dinastía occidental desaparecerá sometido el territorio por los musulmanes. La parte oriental quedó repartida: Sembat, que tenía el título, gobernó la parte occidental de la Siunia Oriental con el Vaïots-Tzor, fronterizo con Vaspurakán; Sahak, la parte oriental hasta el río Hakar; Babgen el distrito del Balq; y Vasak un territorio indeterminado (murió en 922).

### Dominio del emir de Azerbaiyán
El emir de Azerbaiyán, Nasr, capturó a traición en Dwin a Babgen y Sahak, pero al invadir los dominios de Sembat este le hizo frente con energía y le rechazó y aun obtuvo la libertad de sus hermanos. A Sembat le sucedió su hijo Vasak, y a Sahak su hijo Sembat. Vasak recibió el título real de los musulmanes hacia el final de su reinado que duró hasta 963; entonces el trono pasó a su sobrino Sembat (963-998) que fue reconocido rey por los emires de Tauris y de Arran. Casó con la princesa de Aghuania, Chahandoukht. A su muerte le sucedió Vasak (c. 998-1019) y a su muerte dos sobrinos (hijos de una hermana y de un príncipe llamado Achot de otra rama familiar) llamados Sembat y Grigor (1019-1084). Este último casó con la princesa Chahandoukht, hija de Sevada de Aghuania. Los dos príncipes, sin más sucesión que una hija de Grigor llamada Chahandoukht, adoptaron al príncipe de Aghuania, Seneqerim Ioan, quien desde 1084 gobernó ambos territorios, muriendo en 1105. Le sucedió su hijo Grigor de Siunia y Aghuania que gobernó hasta 1166 cuando el país fue conquistado por los turcos selyúcidas.
La dinastía de los Orbeliani, uno de cuyos miembros dejó escrita una importante historia del país gobernó Siunia en tiempos de Timur (Tamerlán) como vasalla.

### Época moderna
En septiembre de 1920, Armenia cedió la región de Siunia y Zangezur y el Alto Karabaj (al Este) a Azerbaiyán. Las fuerzas militares en la región no aceptaron la decisión y proclamaron la República autónoma de Syunik. Tras la proclamación de la República Socialista Soviética de Armenia en 1921, Syunik, en parte ocupada por los azerís, proclamó su independencia como República de la Armenia Montañosa, pero solo abarcaba parte del Alto Karabaj (al Sur de Zangezur) y la Siunia Occidental y Oriental habían sido ocupadas. Tras algún tiempo de resistencia las autoridades de la República huyeron a Irán.

## Cultura

### Fortalezas y sitios arqueológicos

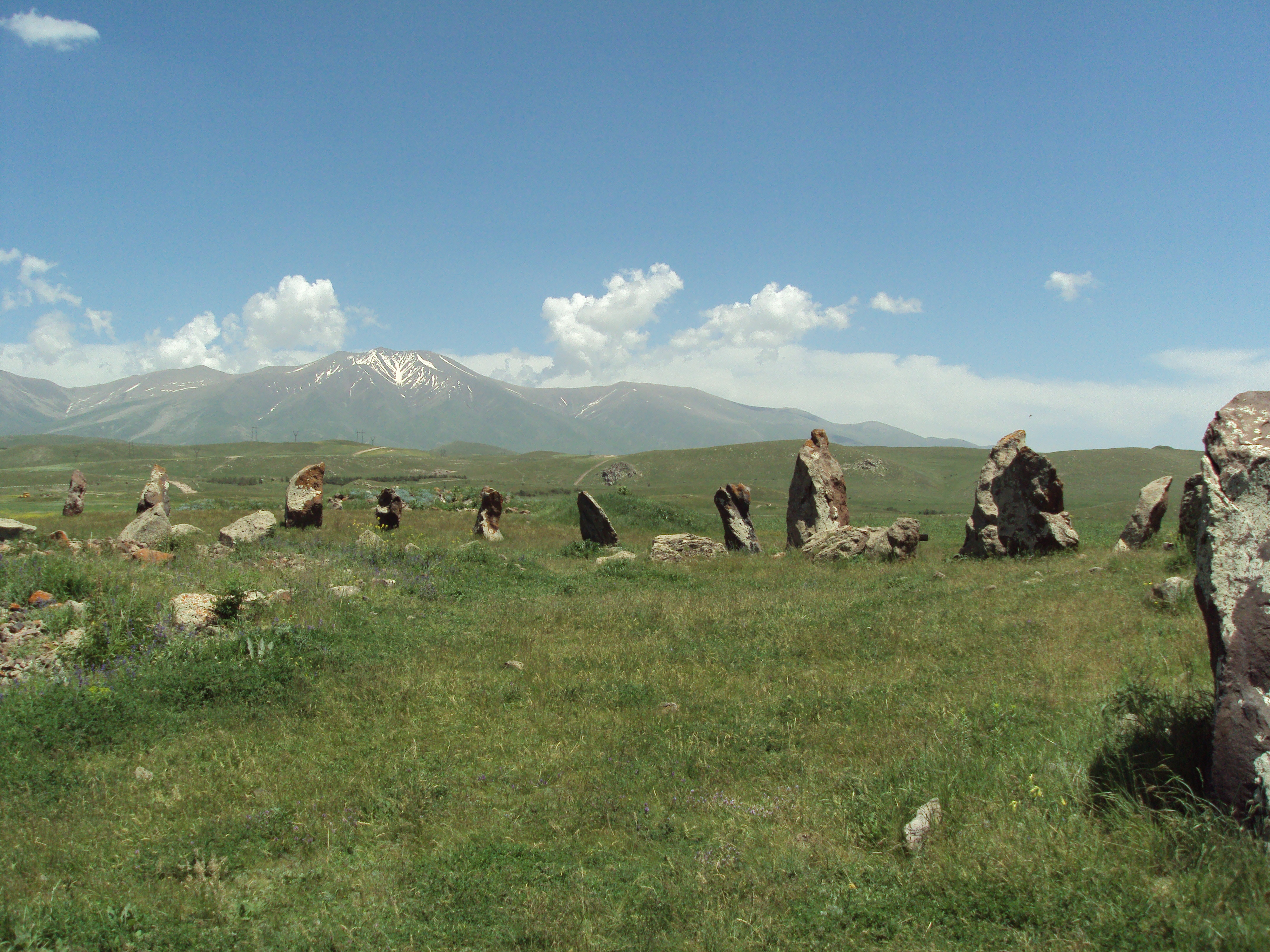
Megalitos de Zorats Karer

- Zorats Karer, yacimiento arqueológico prehistórico, que muchos científicos, incluido el armenio Paris Herouni, consideran un observatorio astronómico prehistórico.[5]
- Baghaberd, fortaleza del siglo IV
- Vorotnaberd, fortaleza del siglo V
- Meghri, fortaleza del siglo XI
- Halidzor, fortaleza del siglo XVII
- Cuevas artificiales de Khndzoresk.
- Petroglifos de Ughtasar,[6] cerca de Sisian
- Cuevas de Khndzoresk, una montaña habitada hasta los años 1950, cerca de Goris.

### Iglesias y monasterios

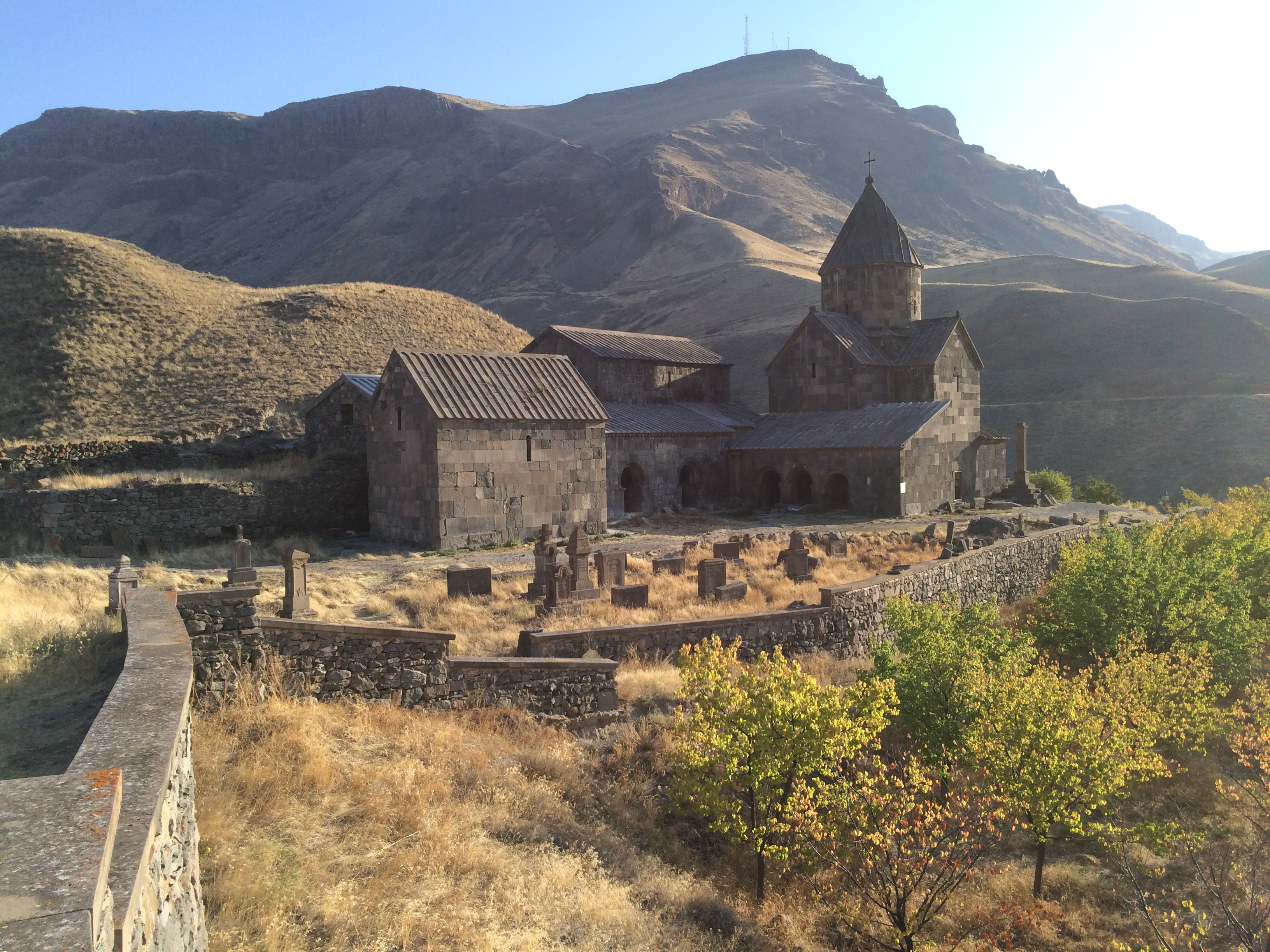
Monasterio de Vorotnavank

- Monasterio de Surp Hovhannes (San Juan) de Sisian, de 690
- Monasterio de Tatev, del siglo IX
- Complejo monástico de Vorotnavank, del siglo X
- Monasterio de Vahanavank, del siglo X
- Monasterio de Bgheno-Noravank, del siglo XI
- Monasterio de Tatevi Anapat, del siglo XVII

## Comunidades y asentamientos
En febrero de 2017, en Syunik había 72 comunidades administrativas, de las que 6 eran urbanas y 66 rurales.

### Comunidades urbanas
| Imagen | Ciudad (town) | Otros asentamientos incluidos | Fundada                      | Extensión (km²) | Población (2011 censo) | Población (2016 estimada) |
| ------ | ------------- | --- | ---------------------------- | --------------- | ---------------------- | ------------------------- |
|        | Dastakert     | | Siglo XII (primera mención)  | 0.5             | 323                    | 300                       |
|        | Goris         | Akner, Bardzravan, Hartashen, Karahunj, Khndzoresk, Nerkin Khndzoresk, Shurnukh, Verishen, Vorotan (Goris)                                 | 1870                         | 8               | 20 591                 | 20 300                    |
|        | Kajarán       | | 1958                         | 2.8             | 7163                   | 7100                      |
|        | Kapán         | | Siglo X                      | 36              | 43 190                 | 42 600                    |
|        | Meghri        | Agarak (Meghri), Alvank, Aygedzor, Gudemnis, Karchevan, Kuris, Lehvaz, Lichk, Nrnadzor, Shvanidzor, Tashtun, Tkhkut, Vahravar, Vardanidzor | Siglo XVII                   | 3               | 4580                   | 4500                      |
|        | Sisian        | | Siglo VIII (primera mención) | 9               | 14 894                 | 14 900                    |

### Comunidades rurales y asentamientos incluidos
| - Atchanan - Agarak (Kapán) - Aghitu - Aghvani - Akhlatyan - Angeghakot - Antarashat - Arajadzor - Arevis - Artsvanik - Ashotavan - Balak - Bnunis - Brnakot - Chakaten - Chapni - Darbas - Shamb - Davit Bek - Dzorastan - Geghanush - Gomaran - Geghi - Gorayk - Sarnakunk - Spandaryán - Tsghuk | - Getatagh - Hatsavan - Ishkhanasar - Kaghnut - Kajaran - Khdrants - Lernadzor - Kavchut - Musallam - Lor - Ltsen - Mutsk - Nerkin Hand - Nerkin Khotanan - Nor Astghaberd - Ajabaj - Getishen - Norashenik - Noravan - Nzhdeh - Tsghuni - Okhtar - Salvard | - Sevakar - Shaghat - Shaki - Shenatagh - Shikahogh - Shrvenants - Srashen - Syunik - Bargushat - Ditsmayri - Khordzor - Sznak - Tanahat - Tandzaver - Tasik - Tatev - Halidzor - Harzhis - Kashuni - Khot - Shinuhayr - Svarants - Tandzatap | - Tavrus - Tegh - Aravus - Khnatsakh - Karashen - Khoznavar - Kornidzor - Vaghatur - Tolors - Torunik - Tsav - Shishkert - Uyts - Uzhanis - Vaghatin - Vanek - Vardavank - Verin Khotanan - Vorotán (Sisian) - Yegheg - Yeghvard |